# 查贤荣
查贤荣（1953年12月—），安徽贵池人，祖籍安徽怀宁。中共党员，曾任贵池毛巾被单厂工人。先后当选为安徽省第八届人大代表，中共安徽省第七次代表大会代表。

## 生平经历

### 早年经历
查贤荣1953年12月出生于国营贵池航运公司宿舍一个怀宁籍船工家庭。查贤荣幼年困家贫，仅受过两年小学教育。

### 工作生涯
1972年3月，贵池县毛巾被单厂落成，厂址位于今贵池区翠微西路398号。查贤荣为了补贴家用，就主动报名，成为织造车间的第一代挡车工。挡车工是纺织行业中工作最繁重的工种，因此，当时有不少同龄人早早离开另谋职业。而她却始终坚守在挡车工的岗位上16年。其中仅1988年一年即生产毛巾129,500条，相当于普通工人两年半的产量，且品质优良。
查贤荣1995年加入中国共产党，2003年退休。

### 退休后经历
查贤荣退休后，一直居住在家中。不过，2020年1月30日，随着2019年冠状病毒病疫情威胁池州市区，她自愿成为其所在社区的志愿者，开始参加抗击疫情的志愿活动。

## 评价
查贤荣自己总共生育一男一女。她个小体弱，婆婆手脚不便，丈夫因是电焊工工作繁忙，所以她承担全家的重任。
从她1972年至2003年的工作期间，除两次产假仅休118天外，并无缺勤现象。她作为名普通工人，却把自己的前途命运与企业紧密相连。她曾为厂培养至少100名人才，并率领工厂率先走向国有企业体制改革。

## 荣誉
- 1989年3月，被评为全国“三八”红旗手[3]；
- 1989年10月，被评为全国劳动模范[3]；
- 1992年5月，获国家五一劳动奖章[4]。